# 17-я штурмовая инженерно-сапёрная бригада
17-я штурмовая инженерно-сапёрная Гатчинская дважды Краснознамённая бригада (17-я шисбр) — штурмовая инженерно-сапёрная бригада в составе Вооружённых сил СССР во время Великой Отечественной войны.

## История

### Формирование
Формирование 16-й инженерно-минной бригады резерва верховного главнокомандования было начато 15 апреля 1943 года в деревне Речане, Торопецкий район Калининской области на базе войсковых частей 21-го управления оборонительного строительства. Первоначально в состав бригады входило управление бригады, рота управления и пять инженерно-минных батальонов: 175-й, 176-й, 177-й, 178-й, 179-й.
21 июня 1943 года на станции Арсаки Ярославской железной дороги инженерно-минная бригада была переформирована в инженерно-сапёрную, при этом из состава исключён 175-й батальон и добавлен 88-й легкопереправочный парк.
В соответствии с директивой главнокомандования от 12 июля 1943 года на базе 16-й инженерно-сапёрной бригады с доукомплектованием в составе 51-го армейского инженерного батальона и 292-го инженерного батальона была создана 17-я штурмовая инженерно-сапёрная бригада пятибатальонного состава штатной численностью 2227 человек. Переформирование и укомплектование планировалось завершить к 22 июля 1943 года.

### Боевой путь
После формирования бригада находилась в тылу в составе Калининского фронта и до конца 1943 года занималась тренировками и подготовкой личного состава, после чего в соответствии с директивой от 20 декабря 1943 была передана в распоряжение командующего Ленинградского фронта с целью инженерного обеспечения штурмовых действий при прорыве обороны противника. Боевое крещение сапёры 17-й ШИСБР приняли 15 января 1944 года в ходе Красносельско-Ропшинской наступательной операции, наступая в рядах 42-й армии с Пулковского плацдарма. Штурмовые группы, укомплектованные сапёрами бригады, производили разграждение оборонительных сооружений и блокировку прочных огневых точек противника, обеспечив успех операции. После пяти дней ожесточённых боёв 42-я армия освободила Ропшу, Гатчину и Красное Село, соединившись в районе Русско-Высоцкое с войсками 2-й армии. За эти бои 17-я шисбр получила почётное наименование «Гатчинская».
В июне 1944 года 17-я шисбр передана 21-й армии (второго формирования) и приняла участие в Выборгской наступательной операции. В течение одиннадцати суток исключительно ожесточённых боёв сапёры вместе с пехотой взламывали глубоко эшелонированную линию обороны, проявляя мастерство и героизм. Три батальона бригады, 81-й, 82-й и 85-й, усилили первый эшелон наступления 21-й армии, приняв на себя основной удар в этих боях. Сапёры бригады дошли от Териоки до Выборга и до начала июля сражались в тяжёлых боях к северо-востоку от него, в районе Тали, где после двух недель упорной обороны финские войска заставили советские армии перейти к обороне и стабилизировать фронт.
В июле 17-я шисбр, усиленная огнемётчиками, участвовала в боях по разгрому немецких войск под Нарвой, в частности — обеспечивая форсирование Нарвы, а в сентябре — освобождала Эстонию.
30 ноября 1944 года приказом Ставки бригада поступила в распоряжение 1-го Белорусского фронта и выдвинулась из Тарту, к концу года закончив передислокацию в Миньск-Мазовецки, откуда переместилась в деревню Вилковыя за Магнушевский плацдарм. Части бригады были распределены в качестве усиления между 5-й ударной армией (82, 83, 84 ошисб и 29 обро) и 61-й армией (81 и 85 ошисб). В ночь на 13 января 1945 года три батальона бригады произвели разграждение, сняв 1650 мин (в том числе 900 противотанковых), проделав 55 проходов для пехоты и 8 для танков. В ночь на 14 января было снято ещё 1395 мин (из них 945 противотанковых) и проделано 62 прохода для пехоты и 16 для танков. 
Днём 14 января 1945 года используя эти проходы части 5-й ударной и 61-й армий внезапно перешли в наступление, и за первый день продвинулись на 12-20 километров по фронту в 100 километров. Так началась Варшавско-Познанская наступательная операция. Части бригады обеспечивали форсирование реки Пилицы, в частности первая рота 83-го ОШИСБ под командованием лейтенанта Смирнова вместе с ротой разведки захватили неповреждённым мост через Пилицу у н.п. Буды Михайловские. При этом была уничтожена подрывная группа противника и спасён экипаж подбитого на мосту танка. С моста было снято до 150 кг взрывчатки, без задержек была осуществлена переправа танков 2-й гвардейской танковой армии.
В ночь на 16 января штурмовой отряд во главе с командиром 81-й ошисб майором Г. К. Котовым несмотря на превосходство сил противника отразил две немецкие контратаки, защитив командный пункт 89-го стрелкового корпуса.
По итогам операции, чаасти 17-й шисбр обеспечили прорыв 61-й и 5-й ударной армий сквозь глубоко эшелонированную оборону немецких войск на западном берегу Вислы, взяли штурмом около десятка населённых пунктов, уничтожили 15 ДЗОТов, более 25 стационарных огневых точек, в минных полях и проволочных заграждениях проделали 96 проходов для пехоты и 30 для танков, сняв до 4000 мин различных типов. За героические бои при форсировании Пилицы командующий 61-й армии генерал-полковник Белов представил к награждению званием Героев Советского Союза командира 81-го ошисб майора Котова, командира 85-го ошисб капитана Абрамова, командира 1-й роты 83-го ошисб лейтенанта Смирнова. Собственные потери личного состава бригады составили 26 человек убитыми, 116 раненых, 49 пропавших без вести.
К 27 января преследующие отступающего противника две советские армии преодолели более 350 километров и находились к северу от Познани. Обеспечивающие их продвижение батальоны 17 шисбр дислоцировались в районе Чарникау и получили задачу подготовить маршрут выхода к Одеру. В районе города Лукатц-Крейц они организовали переправу через реку Драге.

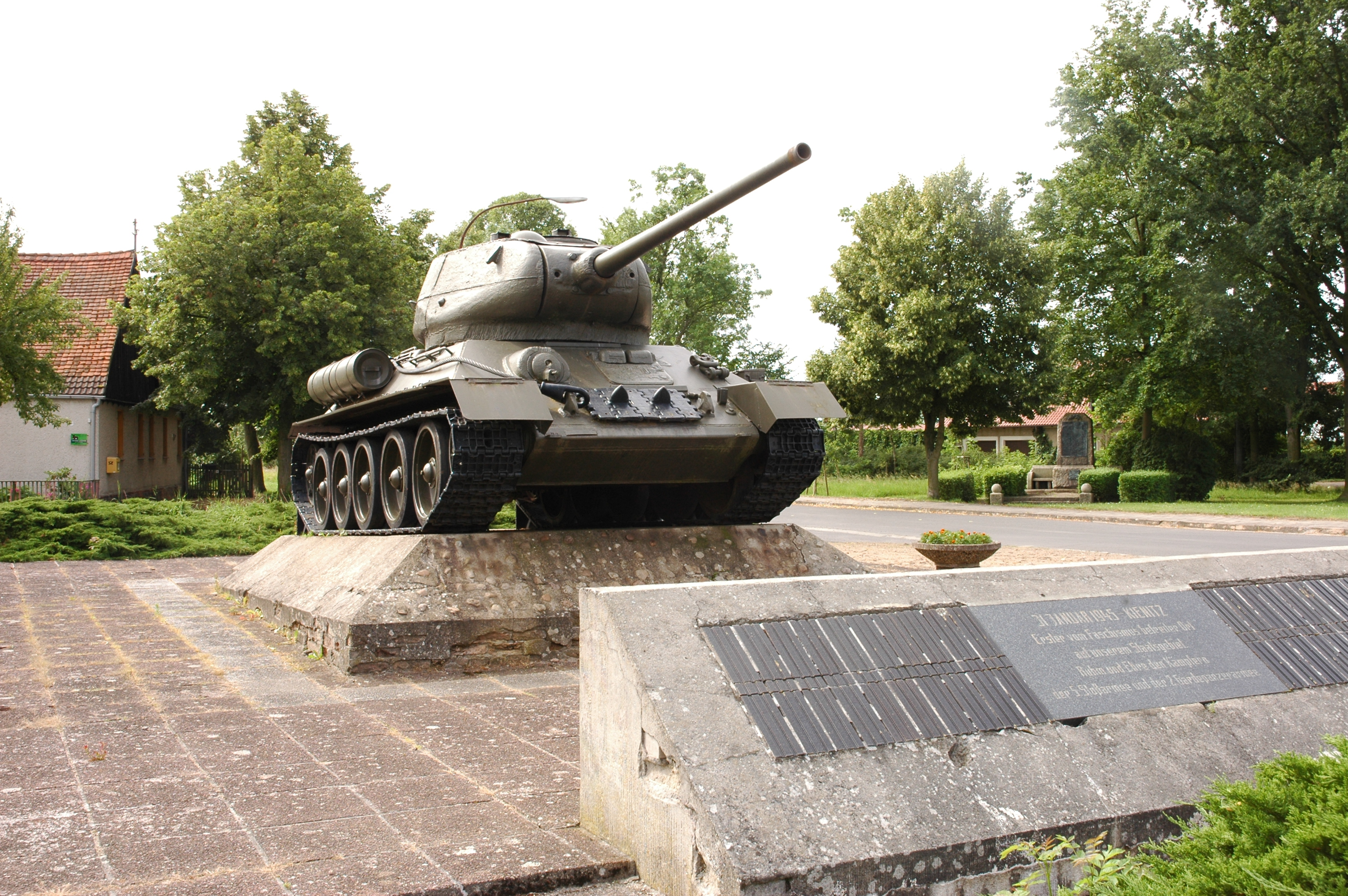
Мемориал советским войскам в Кинетце

31 января 82, 83 и 84 ошисб получили приказ выдвинуться в район Кинетц и построить мост через Одер. Был спроектирован 320-метровый деревянный свайный мост между двумя выступающими в реку каменными дамбами, к 4 февраля силами трёх рот 82-го, 83-го 84-го ошисб забито через лёд 260 свай, к 5 февраля был полностью готов настил, к вечеру 6 февраля через мост открыто движение. За время работ зафиксировано 1043 самолётовылета противника для атак на строящийся мост, прикрывавшая работы зенитная артиллерия сбила 25 немецких самолётов. 8 февраля 17 самолётов совершили массированный налёт на мост, разбито три пролёта и две опоры, убито 5 человек. К следующему утру мост снова введён в строй. Всего за 6-10 февраля переправлено 57 лёгких САУ, 30 буксируемых орудий, 104 машины боеприпасов, 280 подвод, 13 Т-34, 7 ИСУ-152. При переправе восьмой ИСУ из-за неправильных действий её водителя мост получил повреждения. Почти сразу после этого произошёл ещё один авианалёт, уничтоживший три пролёта моста. Вкупе с начавшимся таянием льда и поднятием уровня воды, это осложнило работу по поддержанию переправы. Ночью 14-15 февраля переправлены 50 автомобилей боеприпасов и 100 подвод. 
Переправа в Кинетце создала первый плацдарм на территории Германии, на месте боёв сохранился мемориал с танком Т-34-85 и памятной доской об этом событии.
15 февраля несмотря на все предпринятые меры мост был снесён начавшимся ледоходом. Силы бригады переброшены на строительство нового моста в районе Хэльзе. По заданию он должен был иметь грузоподъёмность 60 тонн и высоту 2 метра над уровнем воды. 
9-11 апреля в преддверии крупномасштабной операции по форсированию Одера бригада была распределена: 
- 5-й ударной армии были приданы 82-й, 83-й, 84-й ошисб с оперативной группой штаба бригады в составе капитана Петрова, майора Миненкова, майора Пейсикова.
- 3-й ударной армии были приданы 81-й и 85-й ошисб с оперативной группой штаба бригады в составе майора Морозова, гвардии капитана Шакурина.

В последующие дни сапёры бригады, побатальонно приданые 9-му, 26-му и 32-му краснознамённым стрелковым корпусам, вели работы по наведению мостов, созданию проходов в минных полях, в ночь на 14 апреля снято более тысячи мин, из них более 800 противотанковых. 
20 апреля началась операция по форсированию Одера и штурму Берлина. Бойцы бригады действовали и по основному сапёрному предназначению, разбирая баррикады, разминируя местность, и в составе штурмовых групп при взятии оборонительных пунктов. 
Приданные 5-й УА батальоны обеспечили продвижение боевой техники к восточной границе Берлина.  22 апреля 23-й лёгкопереправочный парк бригады начал форсирование Шпрее, наладив переправу в районе Карлсхорст. Подразделения 17-й шисбр распределяются и сопровождают боевые порядки пехоты.
26 апреля роты 83-го и 84-го ошисб разобрали баррикады у Силезского вокзала, 27-28 апреля 81-й и 85-й ошисб форсировали канал Гогенцоллерна. Сапёрами бригады были взорваны две станции метро на Вильгельмштрассе. Далее бойцы 82, 83 и 84 ошисб действовали штурмовыми группами, пробивая взрывчаткой проломы в стенах домов, уничтожая огневые точки, расчищая улицы для самоходной артиллерии. Огнемётчики бригады отличились при штурме двух домов на Циммерштрассе, всего они сожгли 14 обороняемых противником зданий.
Ко 2 мая войска 5-й ударной армии захватили основные районы центральной части Берлина. Сапёры 82, 83 и 84 ошисб провели расчистку центральных улиц, проверили отсутствие мин в основных правительственных зданиях, включая английское и французское посольства, Почтамт, министерство ВВС, имперскую канцелярию.
81-й и 85-й ошисб тем временем двигались вместе с 61-й армией в сторону Эльбы, разминируя дороги, строя мосты и разбирая баррикады. К 4 мая батальоны выведены в резерв и к 5 мая остановились в лесу к северу от Триплатц.
За проявленные в боях мужество и героизм правительственными наградами были награждены 350 офицеров, сержантов и рядовых. Суммарные потери с 1 апреля по 10 мая составили 356 человек, в том числе 54 человека убитыми, 207 раненными, 27 пропало без вести, 66 звакуированы по болезням.

## Состав
- управление бригады,
- рота управления,
- моторизованная инженерно-разведывательная рота,
- 81-й отдельный штурмовой инженерно-сапёрный Краснознамённый батальон (полевая почта 12320),
- 82-й отдельный штурмовой инженерно-сапёрный Берлинский Краснознамённый орденов Суворова и Богдана Хмельницкого батальон (полевая почта 28854),
- 83-й отдельный штурмовой инженерно-сапёрный Берлинский Краснознамённый ордена Богдана Хмельницкого батальон (полевая почта 28879),
- 84-й отдельный штурмовой инженерно-сапёрный Берлинский Краснознамённый орденов Богдана Хмельницкого и Александра Невского батальон (полевая почта 28982),
- 85-й отдельный штурмовой инженерно-сапёрный Краснознамённый батальон (полевая почта 17683),
- отдельная рота собак-миноискателей (до мая 1944),
- 29-й отдельный Берлинский ордена Александра Невского батальон ранцевых огнемётов (полевая почта 44528) — с июля 1944,
- медико-санитарный взвод,
- 23-й легкопереправочный парк.

## Командиры
- майор Н. Н. Полубиченко (апрель 1943 г.),
- подполковник Л. А. Романовский (май — июль 1943 г.),
- подполковник Николай Афанасьевич Руй (июль 1943 г. — до конца войны).

## Кавалеры высших государственных наград
Герои Советского Союза:
- Абрамов, Владимир Никифорович, капитан, командир 85-го штурмового инженерно-сапёрного батальона. Отличился в ходе освобождения Польши. Звание присвоено 27 февраля 1945 года.
- Котов, Георгий Карпович, майор, командир 81-го штурмового инженерно-сапёрного батальона. Отличился в ходе освобождения Польши. Звание присвоено 27 февраля 1945 года.
- Смирнов, Александр Яковлевич, лейтенант, командир роты 83-го штурмового инженерно-сапёрного батальона. Отличился в ходе освобождения Польши. Звание присвоено 27 февраля 1945 года.
- Филиппов, Георгий Иванович, красноармеец, сапёр 84-го отдельного штурмового инженерно-сапёрного батальона. Отличился в ходе освобождения Польши. Звание присвоено 27 февраля 1945 года (посмертно).

Полные кавалеры ордена Славы:
- Ешбаев, Сарсенгали, ефрейтор, командир отделения 81-го штурмового инженерно-сапёрного батальона (9 апреля 1944, 4 июля 1944, 6 апреля 1945), неоднократно отличился в боях за освобождение Эстонии и Польши.
- Неманов, Александр Васильевич, ефрейтор, сапёр 84-го отдельного штурмового инженерно-сапёрного батальона (26 ноября 1944, 28 апреля 1945, 7 июня 1945), отличился в Моонзундской операции и при штурме Кюстринского плацдарма, орденом первой степени перенаграждён только в 1951 году.